# Colin Hansen
Colin Hansen és un polític canadenc. Va ser ministre de Finances i viceprimer ministre de la província canadenca de Columbia Britànica des del 10 de juny de 2009 fins al 13 de març de 2011. També ha servit com a Ministre Responsable per a les petites empreses des del 25 d'octubre de 2010. El 30 de novembre de 2010, va ser nomenat, a més, com el Ministre de Serveis de Salut.
Càrrecs anteriors d'Hansen inclouen, ministre d'Hisenda (desembre 2004 - juny 2005), Ministre de Serveis de Salut (juny 2001 - desembre 2004), i ministre de Desenvolupament Econòmic i Ministre responsable de la Iniciativa Àsia - Pacífic i els Jocs Olímpics (juny 2005 fins a juny 2008). Es va exercir com a crític de salut, així com a crític per a l'ocupació i la inversió, i el treball de l'oposició oficial entre 1996 i 2001.
Actualment és membre de la Junta del Tresor i el Comitè Permanent Selecte de Salut.
Hansen va ser elegit per primera vegada a l'Assemblea Legislativa de Columbia Britànica el 1996 per servir en el maneig de Vancouver Quilchena. Abans de ser elegit per a la legislatura, ell i la seva dona, Laura, tenien un negoci petit a Vancouver. També s'ha exercit com a vicepresident de finances i administració de la Fundació Àsia-Pacífic del Canadà. El seu treball voluntari implica una sèrie d'organitzacions de la comunitat, incloent el de director del Vancouver-Yokohama Sister Society i president de la junta de síndics del Vancouver Museum.
Hansen va néixer i es va criar a l'Illa de Vancouver. Va rebre la seva llicenciatura en ciències polítiques de la Universitat de Victòria.